# Klimkovice (zámek)
Zámek Klimkovice je modernizovaný renesanční zámek v centru města Klimkovice v Moravskoslezském kraji. Od roku 1958 je chráněn jako kulturní památka.

## Historie
První písemná zmínka o středověké tvrzi v Klimkovicích pochází z roku 1513. Klimkovice byly tehdy sídlem samostatného panství, k němuž vedle tvrze náležel také dvůr, fojtství, mlýn a několik blízkých vesnic. V roce 1573 celé panství získal Ondřej Bzenec z Markvartovic, který v letech 1578–1579 nechal tvrz přestavět na honosný renesanční zámek. Na stavbě se podílel např. stavitel italského původu Antonín Vlach. Ve stejné době byl přestavěn i blízký kostel svaté Kateřiny, který je se zámkem propojen nadzemní chodbou na čtyřech arkádách.
V druhé polovině 16. století na zámku jako host Ondřeje Bzence nějaký čas pobýval polský genealog a spisovatel Bartoloměj Paprocký.
Po vymření markvartovické větve rodu Bzenců přešlo na počátku 17. století celé panství i se zámkem do vlastnictví Jana staršího Vlčka a tomuto rodu (od 18. století titulovanému jménem Wilczek) náleželo více než 300 let až do první pozemkové reformy ve 20. letech 20. století. Za jejich panování zámek v roce 1854 vyhořel a následně byl hrabětem Janem Nepomukem Wilczkem s využitím služeb novojičínského stavitele Ignaze Klosse přestavěn v novobarokním slohu. Wilczkům bylo v důsledku pozemkové reformy zestátněno mnoho pozemků, zámek byl však ze záboru vyjmut a zůstal rodu až do další konfiskace majetku v roce 1945. Během osvobozovacích bojů v roce 1945 zámek zapálili ustupující němečtí vojáci. Nákladnou rekonstrukcí v letech 1946–1951 se podařilo obnovit vzhled zámku z období první republiky.

## Architektura
Okázalý čtyřkřídlý zámek s uzavřeným čtvercovým nádvořím vystavěný v renesančním slohu měl původně tři patra a na každém rohu věžičku. K výrazné proměně podoby zámku došlo v rámci novobarokních úprav po jeho vyhoření v roce 1854, kdy byl zámek snížen o jedno patro a přišel o všechny věžičky. Po dalším požáru v roce 1945 se zachovaly jen zdi do výšky korunní římsy, neporušené zůstaly dva kamenné zdobené portály v patře a renesanční dvouramenné schodiště s toskánskými sloupy, patrně vytvořené italskými kameníky, jejichž účast na výstavbě zámku je doložena. Dochovaly se také masivní pilíře na severozápadním a jihovýchodním rohu zámku.

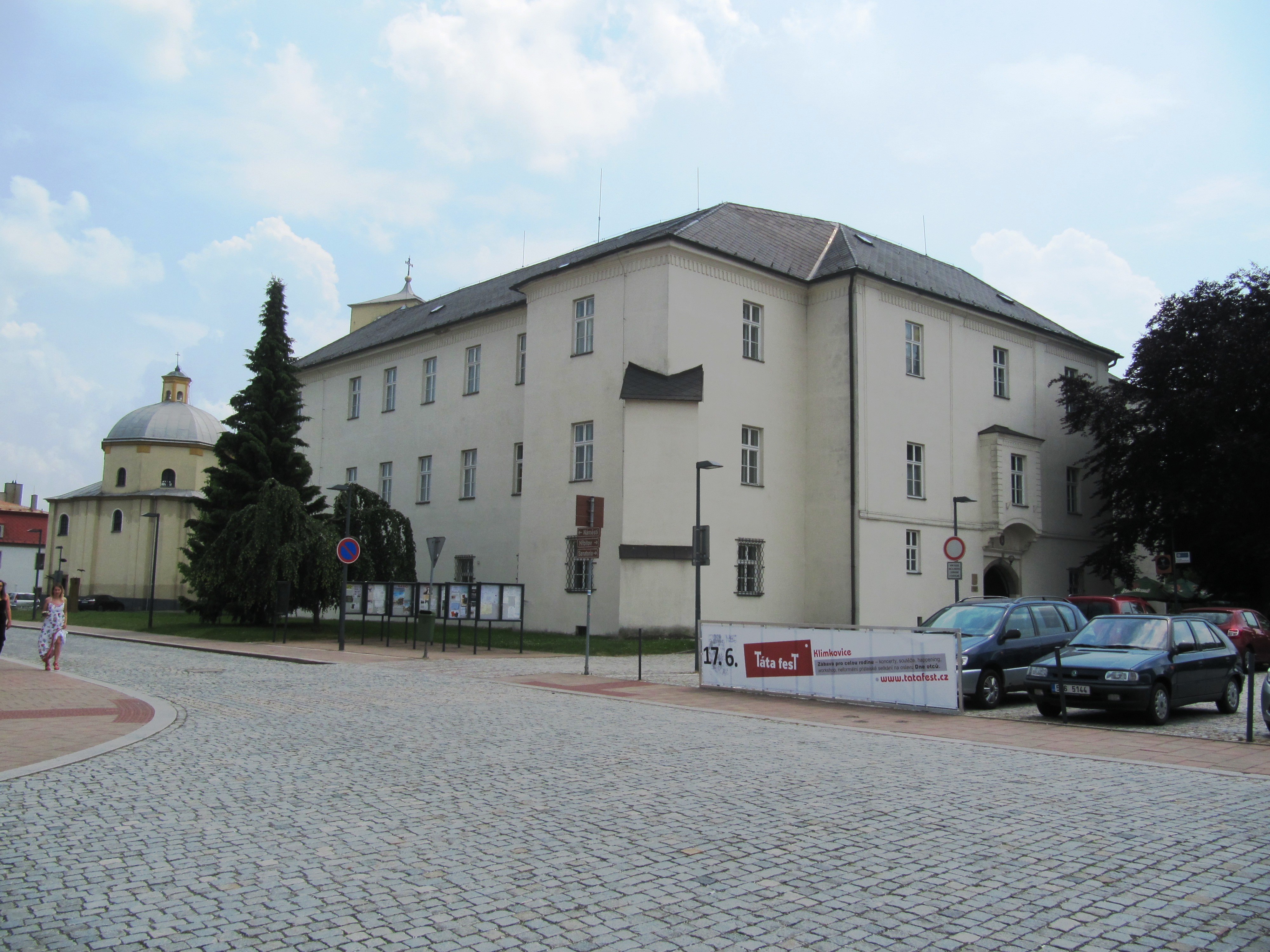
Zámek Klimkovice

Do nádvoří vede klenutý průjezd hlavním (západním) průčelí, nad nímž se dochoval renesanční arkýř na krakorcích s bosovanými rohy. Podle archeologického výzkumu z roku 2006 do zámku vedl kamenný most přes příkop, jenž byl v novověku zasypán. Poslední zbytky hradeb u zámku byly odstraněny v roce 1948.
Interiér zámku má typickou renesanční dispozici s chodbami po obvodu nádvoří, z nichž se vchází do jednotlivých místností. Otevřený arkádový ochoz v přízemí byl zazděn mezi lety 1725–1730, kdy byly realizovány barokní stavební úpravy respektující renesanční rozvrh.
V roce 2018 byla při rekonstrukci nádvoří objevena 15 m hluboká studna s vnitřní kamennou vyzdívkou z období vzniku zámku.
Ze zámecké zahrady v jižním svahu pod zámkem se v roce 1949 stal park Petra Bezruče se dvěma rybníky.
Na prostranství před zámkem byl v roce 1960 obětem druhé světové války postaven Památník osvobození, jehož autorem je sochař Zdeněk Němeček. Na podstavci památníku je umístěna deska se jmény místních rodáků zemřelých v koncentračních táborech a při válečných událostech a se jmény vojáků Rudé armády padlých při osvobozovací operaci.
Ze zámku údajně vede 900 m dlouhá podzemní chodba, která byla po válce[kdy?] zazděná a místy zasypána.

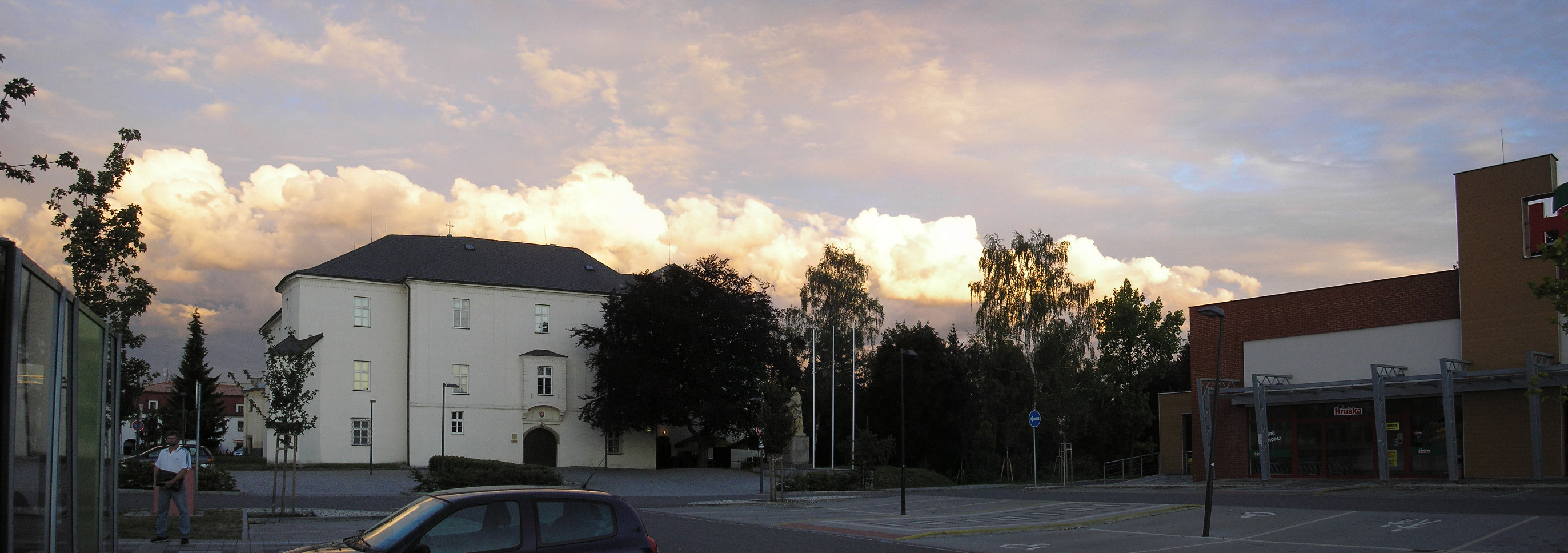
Prostranství před zámkem (2012)

## Využití
Zámek po několik staletí sloužil jako šlechtická rezidence. Wilczkové zde měli rodinný archív, velkou knihovnu a zbrojírnu. V letech 1929–1938 (možná i dříve) na zámku sídlil Okresní soud Klimkovice, za okupace v něm úřadoval starosta. Po válce byly v zámku zřízeny kanceláře národního výboru a část budovy využívala i místní základní škola. V současnosti (2024) je zámek sídlem radnice, nachází se zde stálá expozice muzea (o historii Klimkovic, stálá výstava obrazů Heleny Salichové), informační centrum a služebna městské policie. Prostory po bývalé uhelné kotelně v suterénu zámku byly v roce 2008 přeměněny na vinný sklep.

## Galerie

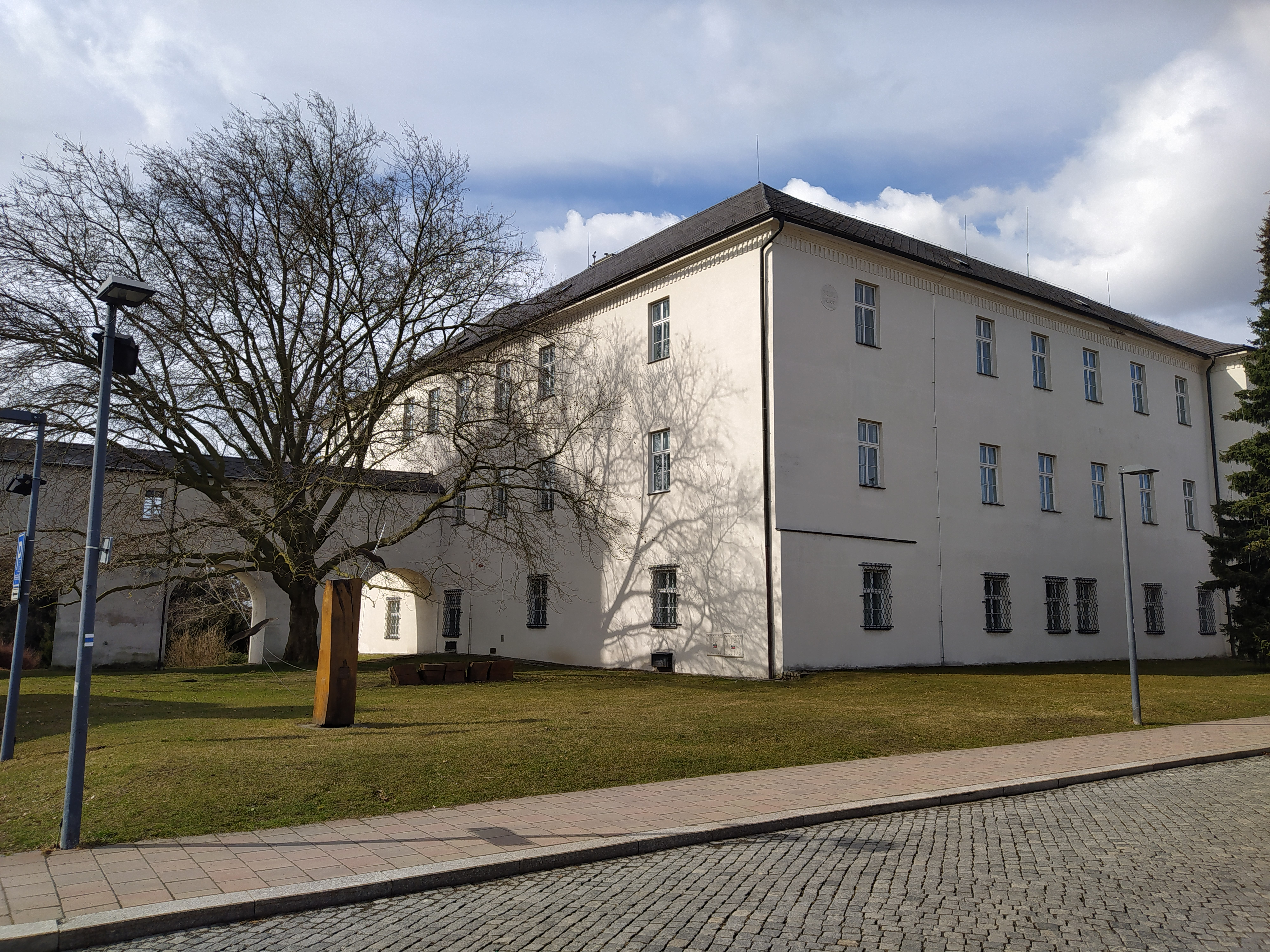
Pohled z Lidické ulice
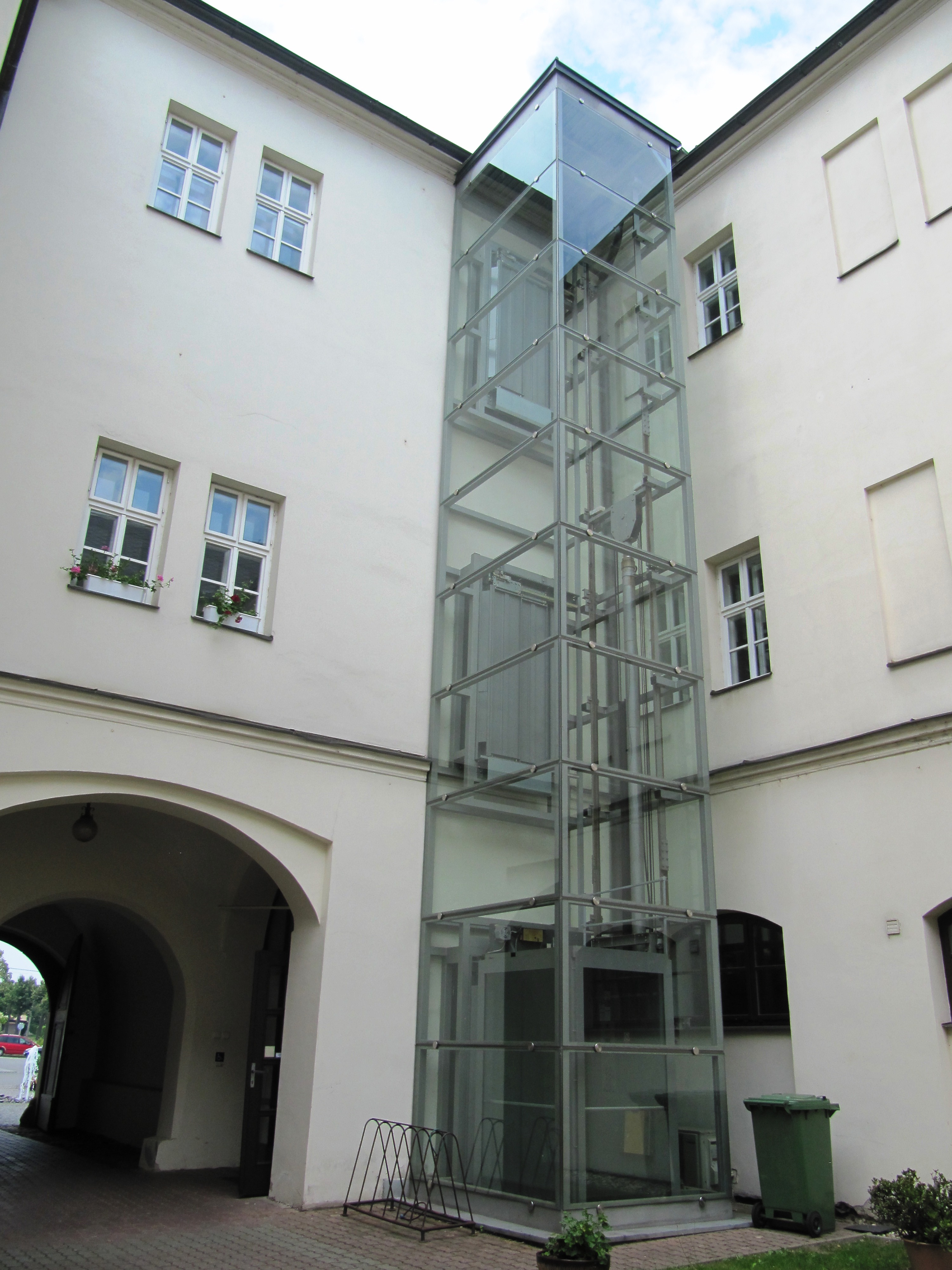
Nádvoří zámku s výtahem
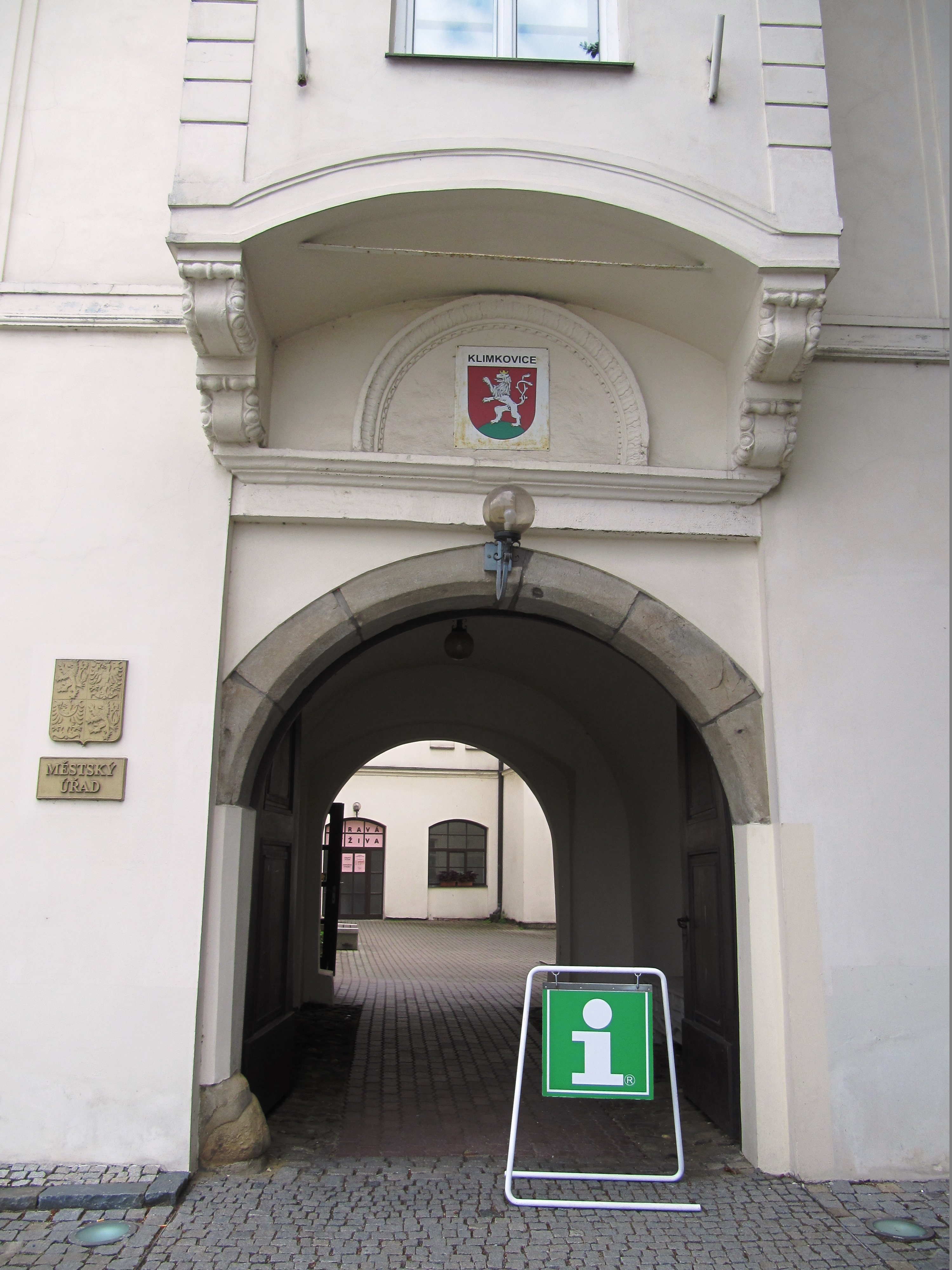
Detail průjezdu s arkýřem
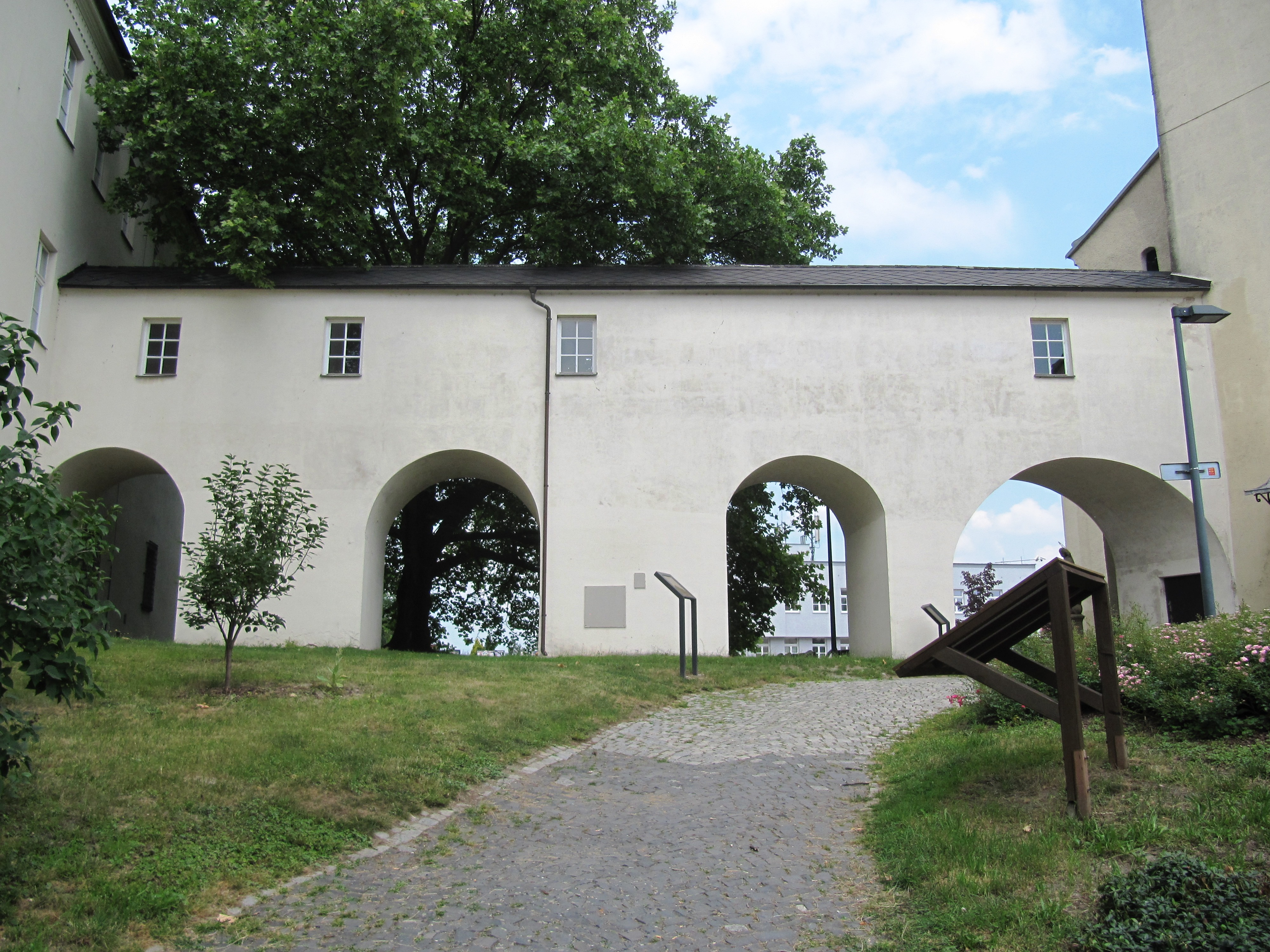
Nadzemní chodba spojující zámek s kostelem
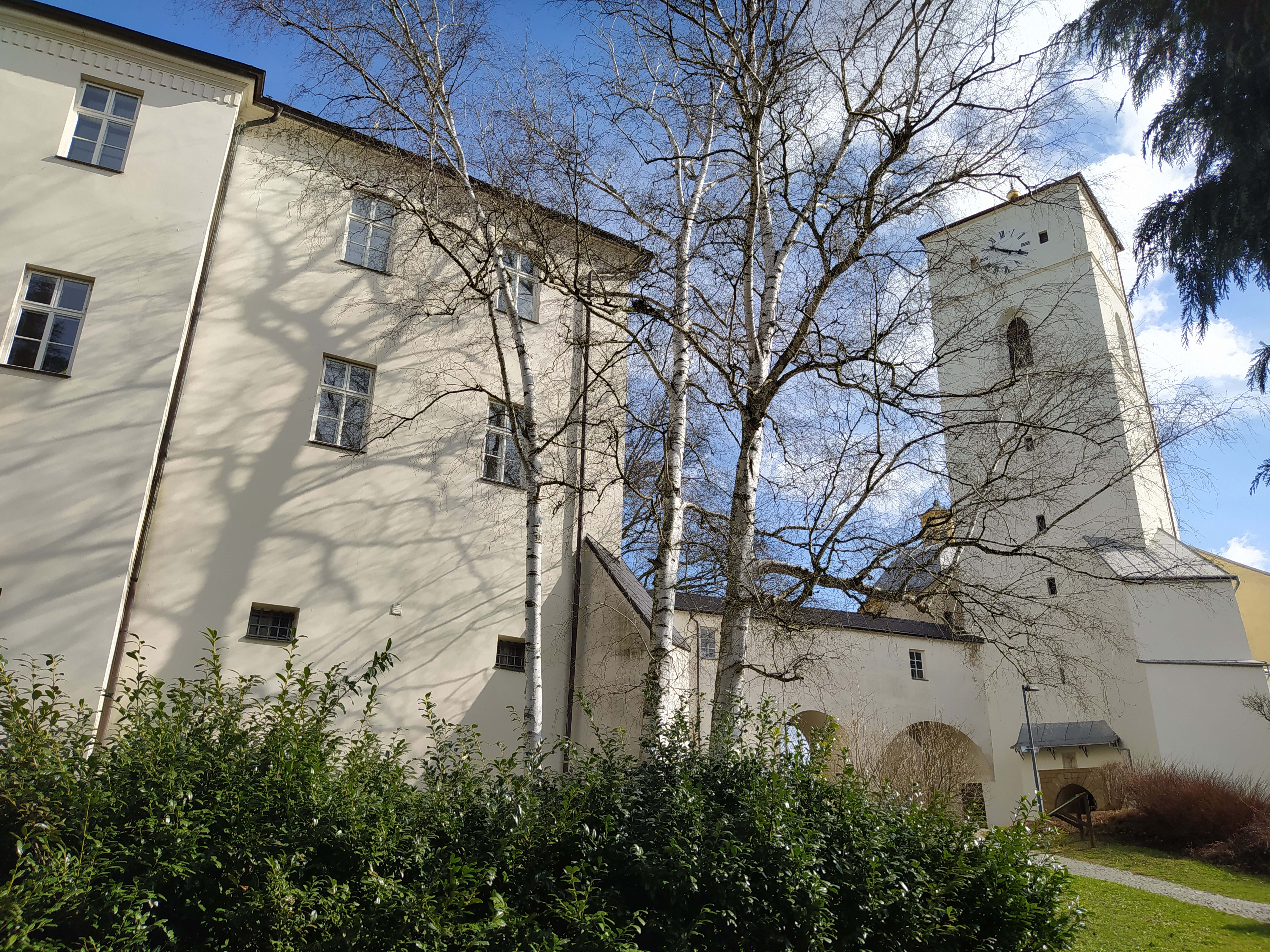
Pohled na zámek a kostel svaté Kateřiny ze zámeckého parku
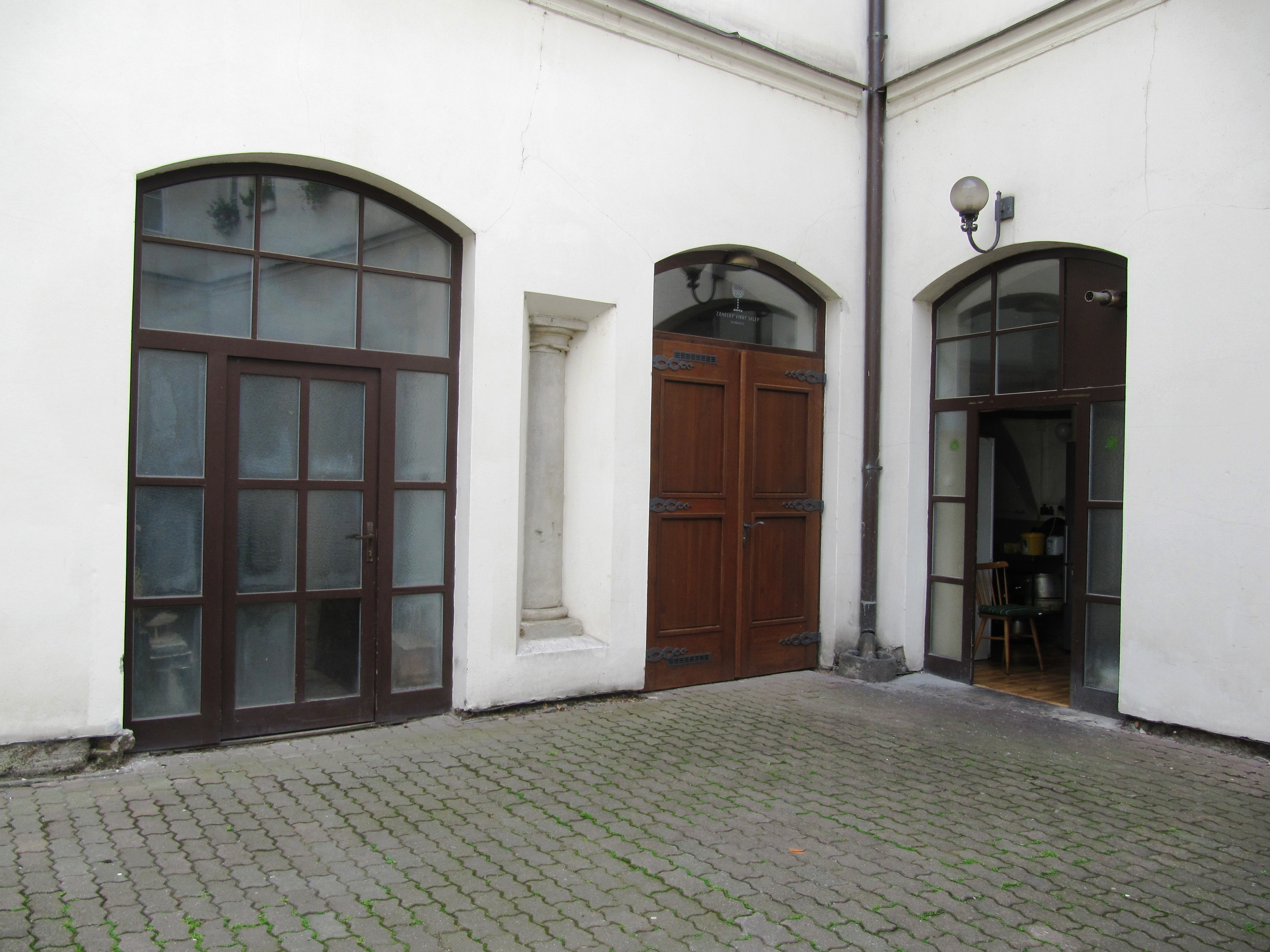
Nádvoří zámku